# Villemoustaussou
Villemoustaussou – miejscowość i gmina we Francji, w regionie Oksytania, w departamencie Aude.
Według danych na rok 1990 gminę zamieszkiwało 2729 osób, a gęstość zaludnienia wynosiła 229 osób/km² (wśród 1545 gmin Langwedocji-Roussillon Villemoustaussou plasuje się na 139. miejscu pod względem liczby ludności, natomiast pod względem powierzchni na miejscu 652.).